# Nemetor sabinus
Nemetor sabinus är en insektsart som beskrevs av Ronald Gordon Fennah 1969. Nemetor sabinus ingår i släktet Nemetor och familjen sporrstritar. Inga underarter finns listade i Catalogue of Life.